# 黒船 (映画)
『黒船』（くろふね、原題：The Barbarian and the Geisha）は、1958年制作のアメリカ合衆国の歴史ドラマ映画。
幕末、アメリカ合衆国駐日公使として来日したタウンゼント・ハリスと、彼の妾となった斎藤きち（唐人お吉）の交流を描く。ジョン・ヒューストン監督、ジョン・ウェインがハリスを演じた。静岡県など日本各地で撮影が行われ、台本監修に衣笠貞之助、台詞指導に犬塚稔、美術顧問に伊藤熹朔、技術顧問に弘津三男など、日本側からもスタッフが参加している。

## あらすじ
1856年、タウンゼント・ハリスは初のアメリカ合衆国駐日本総領事として来日するが、上陸を拒否された末、伊豆下田の寺に押し込められてしまう。さらに、下田奉行の田村左衛門守はスパイ目的で、お吉という美しい芸者を表向きは接待役として送り込む。
やがてお吉は、地元の人々から“野蛮人”と呼ばれて白眼視されているハリスが、噂と違って文明人であると知り、二人は次第に惹かれ合う様になる。ハリスの様々な努力もあって、ついに彼は将軍との謁見を許され、通商条約の締結を求める。だがその頃、ハリスの身に暗殺の影が忍び寄っていた…。

## キャスト
- タウンゼント・ハリス：ジョン・ウェイン
- 斎藤きち：安藤永子
- ヘンリー・ヒュースケン：サム・ジャッフェ
- 田村左衛門守：山村聡

## 史実との相違
本作ではタウンゼント・ハリスと斎藤きち（唐人お吉）が惹かれ合い愛し合った様に描かれているが、史実では体調を崩したハリスの看護のため、“看護人”の派遣を下田奉行所に要求した際、下田奉行所はハリス側がいわゆる“妾”を要求しているものと判断し、ハリスにきちを“妾”として派遣したものである。さらに、きちは体に腫れ物があったという理由で、わずか3日で帰された。